# مجموعة إثنية لغوية

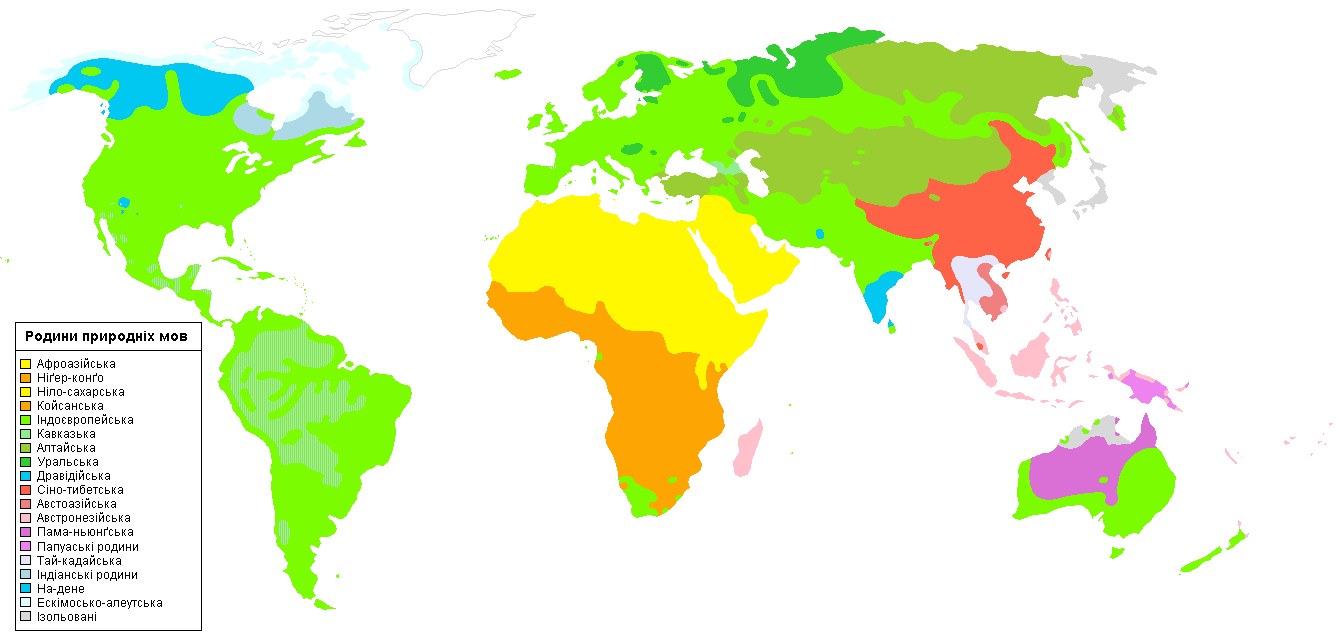

مجموعة إثنولغوية  أو مجموعة قومية لغوية (أو مجموعة إثنية- لغوية) هي مجموعة موحد من قبل كل من الإثنية واللغة المشتركة. بالرغم من أن معظم المجموعات الإثنية لها لغتها الخاصة، غالبا ما يستخدم هذا المصطلح للتأكيد على أن اللغة هي أساس رئيسي للمجموعة الإثنية، وخاصة عندما يتعلق الأمر بجيرانها.
المفهوم الأساسي في الدراسة اللغوية للمجموعات الإثنولغوية هو حيوية إثنية لغوية، وقدرة لغة المجموعة وإثنيتها على الاستمرار. ومن غير المرجح أن تنجو جماعة إثنية لغوية تفتقر إلى هذه الحيوية ككيان متميز. العوامل التي تؤثر على حيوية إثنو لغوية هي الديموغرافية، والرقابة المؤسسية والوضع (بما في ذلك عوامل التخطيط اللغوي).